# Zebraman
Zebraman (ゼブラーマン, Zeburāman) és una pel·lícula d'acció de comèdia de superherois tokusatsu del 2004 dirigida per Takashi Miike, escrita per Kankurō Kudō i protagonitzada per Shō Aikawa com a personatge principal, un superheroi anomenat "Zebraman".
A la pel·lícula, un professor se sent frustrat pels fracassos de la seva carrera i la seva vida familiar. Decideix assumir la identitat del superheroi fictici Zebraman, que recorda amb afecte des de la seva infantesa. Exhibeix superpoders reals, i s'assabenta que ha d'enfrontar-se a una invasió alienígena. Desafia el destí predestinat del seu nou personatge, ja que la història original de Zebraman va acabar amb la mort de l'heroi.
Una seqüela del 2010, titulada Zebraman 2: Attack on Zebra City, va incloure l'addició de Masahiro Inoue de Kamen Rider Decade al repartiment.

## Argument
És l'any 2010. Fracassat com a professor de 3r de primària i home de família, Shinichi Ichikawa viu amb la seva dona infidel, la seva filla adolescent que surt amb homes grans i el seu fill que pateix assetjament a causa de la presència del seu pare a l'escola. Escapant de la vida quotidiana, en Shinichi es vesteix secretament cada nit com a "Zebraman", el personatge principal d'una impopular sèrie de televisió tokusatsu dels anys setanta que va veure quan era nen abans que es cancel·lés després del setè episodi.
Com a resultat de conèixer un estudiant de trobada que utilitza cadira de rodes anomenat Shinpei Asano, també fan de Zebraman, Shinichi no sols renova el seu amor per l'ensenyament, sinó que també desenvolupa sentiments per la mare del noi. Al mateix temps, una erupció d'estranys crims i assassinats s'han produït al voltant de l'escola on Shinichi ensenya. De camí cap a la casa d'en Shinpei amb la seva disfressa per donar-li una sorpresa, Shinichi lluita contra un assassí en sèrie amb màscares de cranc a qui derrota quan comença a exhibir superpoders reals.
Enfrontant-se a més criminals que estan posseïts per una força alienígena estranya basada en llim, Shinichi s'assabenta que la sèrie Zebraman era en realitat una profecia d'advertència d'una invasió alienígena real escrita pel director de l'escola, que es va revelar com un alienígena que es va negar a seguir amb la invasió. i va intentar evitar que la seva espècie sortís de sota de l'escola abans que el matessin i l'ataquessin amb plena fúria.
Tot i que sap com acaba l'espectacle (amb la mort de Zebraman i els dolents vencedors), Shinichi desafia el seu destí predestinat ja que és l'única persona que pot evitar que els extraterrestres s'apoderen de la Terra. Com a resultat, quan els alienígenes surten de terra, el govern informa als Estats Units, que realitzaran un atac aeri sobre els alienígenes. En adonar-se d'això, Shinichi s'assabenta dels seus poders i derrota els extraterrestres.

## Repartiment
- Shō Aikawa com a Shinichi Ichikawa/Zebraman
- Kyōka Suzuki com Kana Asano/Zebra Nurse
- Naoki Yasukochi com a Shinpei Asano
- Atsuro Watabe com a Oikawa
- Koen Kondo com a Segawa
- Makiko Watanabe com a Yukiyo Ichikawa
- Yui Ichikawa com Midori Ichikawa
- Yoshimasa Mishima com Kazuki Ichikawa
- Ren Osugi com a Kuniharu Kuroda
- Teruyoshi Uchimura com Ippongi
- Akira Emoto com a Kitahara l'home cranc
- Ryo Iwamatsu com a Kanda
- Yu Tokui com a piròman
- Yoji Boba Tanaka
- Arata Furuta - Venedor d'albergínies
- Kumiko Asō com a secretari
- Yoshihiko Hakamada
- Miyako Kawahara
- Hideki Sone
- Masayuki Fukushima
- Satoru Hamaguchi xicot de Midori
- Hiroshi Watari - Zebraman de 1978

## Recepció
Wally Adams en una ressenya per Asian Movie Pulse,va escriure: "Zebraman equilibra hàbilment la seva naturalesa còmica aparentment dominant amb bastant serietat subjacent i acció genuïna per a proporcionar prou entreteniment i drama de superherois mentre actua com una paròdia del mateix tipus d'entreteniment que ens ofereix. Amb el missatge universal de “mai és tard per a somiar”, ens proporciona un refrescant retrocés a dies més simples i innocents en la vida d'un individu.
En una ressenya de Katanas y colegialas conclouen que: “En definitiva, un producte amb suficient espectacularitat, però també amb molt d'humor i amb els seus moments dramàtics (que no són pocs), apte per a tots els públics i fàcil de veure”.”.

## Manga
El guió de la pel·lícula va ser adaptat a un manga de cinc volums per Reiji Yamada. El manga va explicar la seva pròpia història, centrant-se en la relació que el personatge principal té amb els seus dos fills. A diferència de la pel·lícula, Zebraman no obté mai cap poder, només és un home amb un vestit.